# Quatre Jours de Dunkerque 1955
La 1re édition des Quatre Jours de Dunkerque a eu lieu du 19 au 22 mai 1955. Ses quatre étapes, dont un contre-la-montre, forment un parcours total de 532,5 km. Toutes les étapes ont pour arrivée et départ Dunkerque. La 1re étape, via Boulogne-sur-Mer, a été remportée par le Belge Roland Callebout, comme la deuxième qui passe par Cassel ; la troisième étape, via Armentières, a été remportée par le Français Jean-Pierre Preuss et la 4e et dernière étape, le contre-la-montre via Bray-Dunes, par le Français Louis Déprez qui remporte également le classement général.

## Étapes
| \| Dunkerque Boulogne- · sur-Mer Cassel Armentières Bray-Dunes \| Carte des villes de passage et de Dunkerque. |
| Dunkerque Boulogne- · sur-Mer Cassel Armentières Bray-Dunes                                                    |

Les quatre étapes ont pour arrivée et départ Dunkerque, et forment donc des boucles. Pour la 1re étape, le passage se fait par Boulogne-sur-Mer, par Cassel pour la 2e, par Armentières pour la 3e et par Bray-Dunes pour la 4e, qui est un contre-la-montre.
| Étape     | Date   | Villes étapes         | type                        | Distance (km) | Vainqueur d'étape  | Leader du classement général |
| --------- | ------ | --------------------- | --------------------------- | ------------- | ------------------ | ---------------------------- |
| 1re étape | 19 mai | Dunkerque – Dunkerque |                             | 160           | Roland Callebout   | Roland Callebout             |
| 2e étape  | 20 mai | Dunkerque – Dunkerque |                             | 155           | Roland Callebout   | Roland Callebout             |
| 3e étape  | 21 mai | Dunkerque – Dunkerque |                             | 160           | Jean-Pierre Preuss |                              |
| 4e étape  | 22 mai | Dunkerque – Dunkerque | contre-la-montre individuel | 57,5          | Louis Déprez       | Louis Déprez                 |

## Classement général
| Classement général final, | Classement général final, | Classement général final, | Classement général final, | Classement général final, |
|                           | Coureur                   | Pays                      | Équipe                    | Temps                     |
| ------------------------- | ------------------------- | ------------------------- | ------------------------- | ------------------------- |
| 1er                       | Louis Déprez              | France                    | '                         | en 13 h 26 min 17 s       |
| 2e                        | Roland Callebout          | Belgique                  |                           | + 2 min 20 s              |
| 3e                        | Roger Callewaert          | Belgique                  |                           | + 4 min 25 s              |
| 4e                        | Pierre Everaert           | France                    |                           | + 5 min 29 s              |
| 5e                        | Pierre Pardoën            | France                    |                           | + 5 min 51 s              |
| 6e                        | Adhémar De Blaere         | Belgique                  |                           | + 7 min 2 s               |
| 7e                        | Roger Grujon              | France                    |                           | + 7 min 5 s               |
| 8e                        | Victor Wartel             | Belgique                  |                           | + 7 min 58 s              |
| 9e                        | Daniel Denys              | Belgique                  |                           | + 10 min 25 s             |
| 10e                       | Calixte Van Steenbrugge   | Belgique                  |                           | + 10 min 53 s             |
| modifier                  |                           |                           |                           |                           |